# Beschleunigungsschreiber
Ein Beschleunigungsschreiber oder Accelerograph ist ein Messgerät (Beschleunigungssensor) in Verbindung mit einem Aufzeichnungsgerät für Erdbeben (Seismograph), das für die Messung und Registrierung von starken Erdbeben eingesetzt wird. Solche Messgeräte sind in einem kompakten Kasten untergebracht und besitzen heute in der Regel eine Verbindung zum Internet.
Beschleunigungsschreiber sind in den Fällen von Nutzen, in denen die Bodenbewegung durch Erdbeben so stark sind, dass der Messbereich empfindlicherer Seismometer überschritten wird. Der Erforschung von starken Bodenbewegungen aufgrund von Erdbeben hat sich ein Zweig der Erdbebenwissenschaften verschrieben, der sich dem Anbringen von Beschleunigungsschreibern in der Nähe von größeren Störungen widmet. Die so gemessenen Daten, wie etwa die Geschwindigkeit des Bruchs der Störung, könnten mit normalen Seismometern nicht gewonnen werden. Das bekannteste Beispiel solcher Untersuchungen ist das Parkfield-Experiment, bei dem zahlreiche Beschleunigungsschreiber in der Nähe eines Abschnitts der San-Andreas-Verwerfung aufgestellt wurden, an dem ein größeres Erdbeben erwartet wurde, welches am 28. September 2004 eintrat.
Im Beschleunigungsschreiber sind drei Beschleunigungssensoren senkrecht zueinander angeordnet, heute zumeist als Micro-Electro-Mechanical System (MEMS) gefertigt. Jeder der Sensoren misst in dieser Anordnung nur eine Richtung der auftretenden Beschleunigung. Aus den Einzelmessungen kann dann die dreidimensionale Bewegung des Geräts rekonstruiert werden.
Im Gegensatz zum durchgängig aufzeichnenden Seismometer wird die Aufzeichnung von Beschleunigungsschreibern fast immer durch ein Erdbeben selbst ausgelöst. Zu diesem Zweck wird bei der Aktivierung des Geräts ein Schwellenwert der Beschleunigung eingestellt, bei dem die Aufzeichnung gestartet wird. Ohne eine direkte Internetverbindung oder ähnliche Möglichkeiten, aus der Ferne direkt auf das Gerät zuzugreifen, ist die Wartung eines solchen Geräts schwierig. Viele Fahrten sind nach größeren Erdbeben schon zu Beschleunigungsschreibern unternommen worden, nur um herauszufinden, dass der Speicher mit unwichtigen Daten gefüllt war, oder dass das Gerät eine Fehlfunktion aufwies.
Beschleunigungsschreiber werden auch dazu benutzt, die Reaktion von Gebäuden oder anderen Strukturen auf Erdbeben zu überwachen. Mit den gewonnenen Daten wird so in manchen Fällen das Schwingungsverhalten eines Bauwerks berechnet. Darüber hinaus dient die Analyse solcher Daten zur Verbesserung von Bauwerksplanung oder zur Erkennung erdbebenempfindlicher Strukturen in Erdbebengebieten oder auch ansonsten sicheren Gebieten.